# Perfluor-1,3-dimethylcyklohexan
Perfluor-1,3-dimethyl-cyklohexan je perfluorovaný derivát uhlovodíku 1,3-dimethylcyklohexanu, chemicky a biologicky netečný.

## Výroba
Perfluor-1,3-dimethylcyklohexan se vyrábí Fowlerovým procesem, kde reaguje fluorid kobaltitý s plynným m-xylenem. Xylen je vhodnější než 1,3-dimethylcyklohexan, protože se spotřebuje méně fluoridu.

## Vlastnosti
Perfluor-1,3-dimethylcyklohexan je chemicky netečný a stálý i za teplot přes 400 °C.
Jedná se o těkavou bezbarvou kapalinu s vysokou hustotou, nízkou viskozitou, a malým povrchovým napětím. Dobře rozpouští plyny, ale kapalné a pevné látky jen omezeně.
Podobně jako další cyklické perfluorované uhlovodíky lze perfluor-1,3-dimethylcyklohexan detekovat i ve velmi nízkých koncentracích.

## Použití
- Chladivo
- Dielektrická kapalina